# ¿Mi novia es él?
¿Mi novia es él? es una película de comedia peruana de 2019 dirigida por Coco Bravo y Edwin Sierra. Está protagonizada por el actor colombiano Gregorio Pernía, Melissa Paredes y Edwin Sierra.

## Sinopsis
Tony (Gregorio Pernia), un productor de cine, llega a un hotel en Tarapoto. Allí conoce a una famosa artista de la zona, la Fuana (Edwin Sierra).

## Reparto
Los actores que participaron en esta película son:
- Gregorio Pernía como Tony
- Melissa Paredes como Lucerito
- Edwin Sierra como Catalina / La Fuana
- Carlos Solano como Bryan
- Camucha Negrete como Sor Rita
- Edson Dávila como Él mismo

## Recepción
La película se estrenó el 31 de agosto de 2019. En su primer día, la película tuvo 10.439 espectadores, y al cierre de la semana se ubicó en el tercer lugar entre las películas más vistas en Perú. Pero pronto se retiró de varios cines por razones poco claras.